# Petersen-Quartett

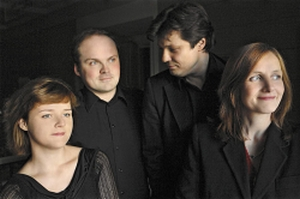
Petersen-Quartett, 2008.
Von links: Ula Ulijona, Henry-David Varema, Conrad Muck, Ulrike Petersen

Das Petersen-Quartett, benannt nach seiner Gründerin Ulrike Petersen (* 1961), war ein deutsches Streichquartett. Seit Herbst 2009 ist es nicht mehr aktiv.

## Geschichte
Das Ensemble wurde 1979 in Berlin an der Hochschule für Musik „Hanns Eisler“ gegründet und war dort ansässig. Mentoren waren das Amadeus-Quartett, Sándor Végh und Thomas Brandis. 1992 verließ Ulrike Petersen aus familiären Gründen das Quartett. Conrad Muck führte seitdem als Primarius das Ensemble. Ab 2008 tat er dies alternierend mit Ulrike Petersen, die in das Quartett zurückgekehrt war. Die letzte Besetzung 2008/2009: Ulrike Petersen, Violine, Conrad Muck, Violine, Ula Ulijona, Viola und Henry-David Varema, Violoncello.

## Künstlerisches Wirken
Das Repertoire umfasste neben Werken der Klassik und Romantik Kompositionen des 20. Jahrhunderts bis hin zur Neuen Musik. Das Quartett war regelmäßig Gast in namhaften Konzerthäusern.
Es hat zahlreiche, mehrfach preisgekrönte CD-Aufnahmen veröffentlicht von Komponisten wie Franz Schubert, Aribert Reimann, Boris Blacher, Erwin Schulhoff und Ernst Krenek, die unter anderem mit dem Preis der Deutschen Schallplattenkritik, dem Echo-Preis und Deutschen Schallplattenpreis geehrt wurden.
Einen Namen hat sich das Quartett auch mit Einspielungen aus dem Spätwerk Beethovens gemacht. Für die Interpretation der Streichquartette op. 18,1 & op. 131 wurde es 1995 mehrfach auch international ausgezeichnet mit dem Grand Prix Académie Chartes Cros, dem Editor’s Choice des Gramophone und dem Preis Choc – Le Monde de la musique.
Das Quartett pflegte eine Zusammenarbeit mit Künstlern und Künstlerinnen wie Christine Schäfer, Juliane Banse, Christiane Oelze, Shlomo Mintz und Renaud Capuçon.

## Mitglieder (ab 1979)
- Violine I: Ulrike Petersen (1979–1992, 2008–2009), Conrad Muck (1992–2009)
- Violine II: Gernot Süßmuth (1979–2000), Daniel Bell (2000–2008), Conrad Muck (2008–2009)
- Viola: Friedemann Weigle (1979–2008, † 2015), Ula Ulijona (2008–2009)
- Violoncello: Hans-Jakob Eschenburg (1979–2000), Pavel Jonas Krejci (2000–2003), Henry-David Varema (2003–2009).

## Auszeichnungen
- 2008: Preis der Deutschen Schallplattenkritik für die CD mit den Streichquartetten Nr. 3 und Nr. 5 von Ernst Krenek in der Besetzung Muck, Bell, Weigle, Varema.
- 2007: Echo-Preis „Klassik“ und Preis der Deutschen Schallplattenkritik für „...oder soll es Tod bedeuten?“ mit Christine Schäfer: Lieder, Fragmente, Streichquartette und Intermezzi von Aribert Reimann, Felix Mendelssohn Bartholdy und Robert Schumann
- 2003: Preis der Deutschen Schallplattenkritik für die CD mit den Streichquartetten Nr. 1 und Nr. 7 von Ernst Krenek
- 2002: Echo-Preis für eine Aufnahme mit Juliane Banse und Wolfram Rieger mit Werken von Guillaume Lekeu und Ernest Chausson
- 1999: Echo-Preis in der Kategorie „Beste Kammermusikeinspielung 20. Jahrhundert“ (für Streichquartette Der Tod und das Mädchen (Franz Schubert) und Das Mädchen und der Tod (Siegfried Matthus))
- 1995: Grand Prix Académie Chartes Cros, Editor’s Choice des Gramophone und der Preis Choc 1995 von Le Monde de la Musique für Beethovens Streichquartette op. 18,1 & op. 131
- 1995: Deutscher Schallplattenpreis für Einspielungen des Komponisten  Erwin Schulhoff
- 1993: Deutscher Schallplattenpreis für Einspielungen des Komponisten  Erwin Schulhoff
- 1987: 2. Preisträger beim ARD Wettbewerb München
- 1986: 1. Preisträger beim Internationalen Kammermusikwettbewerb in Florenz
- 1985: 2. Preisträger Streichquartettwettbewerb Evian/Frankreich
- 1984: 3. Preisträger beim Prager Frühling